# Куглоф
Куглоф (као и Kugelhupf, Guglhupf, Gugelhopf, и на француском језику, kouglof, kougelhof, или kougelhopf) је један од најстаријих моделираних колача на свету. Код нас се традиционално једе у Војводини, пореклом је из Немачке.
Популарна је у широком региону средње Европе (понекад позната под другим називом са малим варијацијама), укључујући јужну Немачку, Аустрију, Швајцарску, Хрватску, Србију, Словачку, Чешку, Пољску и Алзас. Те је блиско повезана са божићном тортом у Италији познатој као пандоро и америчком бундт колачем.
У Сремским Карловцима се сваке године одржава културно-забавна-туристичка манифестација Фестивал куглофа.

## Етимологија
У касној средњовековној Аустрији, Гугелхупф је служио на великим догађајима у заједници као што су венчања, а украшавани су цвећем, листовима, свећама и сезонским плодовима. Име се настанило кроз аустроугарско царство и на крају се стандардизовало у бечким књигама као опис префињеног, богатог колача, украшеног ружом и бадемом. Постоји много регионалних варијација, што сведочи о широко распрострањеној популарности традиције Гугелхупфа.
Торта је популаризована као престижна паста цара Франца Јосипа из Аустрије и популаризована је у Француској од стране Марије Антоинете.
Најранији познати Гуглхупф рецепт, у књизи Марка Руполта из 1581. године описује Хат торту са препознатљивим обликом и украсним препорукама, што указује на сличност или намерно имитира облик средњовековног шешира.
Назив куглоф се користи у Мађарској, Србији, Хрватској, Македонији и у западној Словенији, као Кугелхопф у Алзасу, коуглоф на француском и гугулуф на румунском, а у централној и источној Словенији, куглух. У Горњој Аустрији познат је као Вацкер или Вацка. Зове се бабовка на чешком и словачком, а бабка на пољском. У Словенији је стандардна реч шаркељ.

## Рецепт
Заједничко за справљање куглофа је његов кружни облик, који се добија од модли са централном цевчицом. Модле могу бити од керамике или метала. Основне намирнице за прављење куглофа су јаја, брашно, млеко, шећер, квасац и ванилин шећер, с тим да постоји велики број варијација којима се допуњује укус. Тако да данас постоји велики број рецепата у слаткој варијанти у којима преовлађава чололада, воће, разне врсте семена, суво грожђе, мармелада... Исто тако постоје и слане верзије са сиром, тиквицама, сојиним љуспицама...